# ويكة
الويكة هي أكلة سودانية تقليدية تُحضَّر من البامية المجففة والمطحونة، وتُعرف أيضًا باسم "ملاح الويكة". تُجفَّف البامية بتعريضها لأشعة الشمس لعدة أيام، ثم تُطحن لتصبح كالدقيق، وتُستخدم في إعداد أطباق مختلفة.
في السودان، تُعتبر الويكة مكونًا أساسيًا في العديد من الأطباق الشعبية، مثل "ملاح الويكة الناشفة البيضاء (ويكا بيضاء)" و"ملاح التقلية" و"ملاح أم رقيقة". يتم تحضير هذه الأطباق باستخدام البامية المجففة المطحونة مع مكونات أخرى كاللحوم، البصل، الثوم، والبهارات، وتُقدَّم عادةً مع الخبز التقليدي أو العصيدة.
على الرغم من أن البامية تُستخدم في مطابخ دول أخرى، بما في ذلك بعض مناطق صعيد مصر، إلا أن طريقة تحضير الويكة السودانية فريدة من نوعها وتعكس التراث الثقافي والمطبخي للسودان.

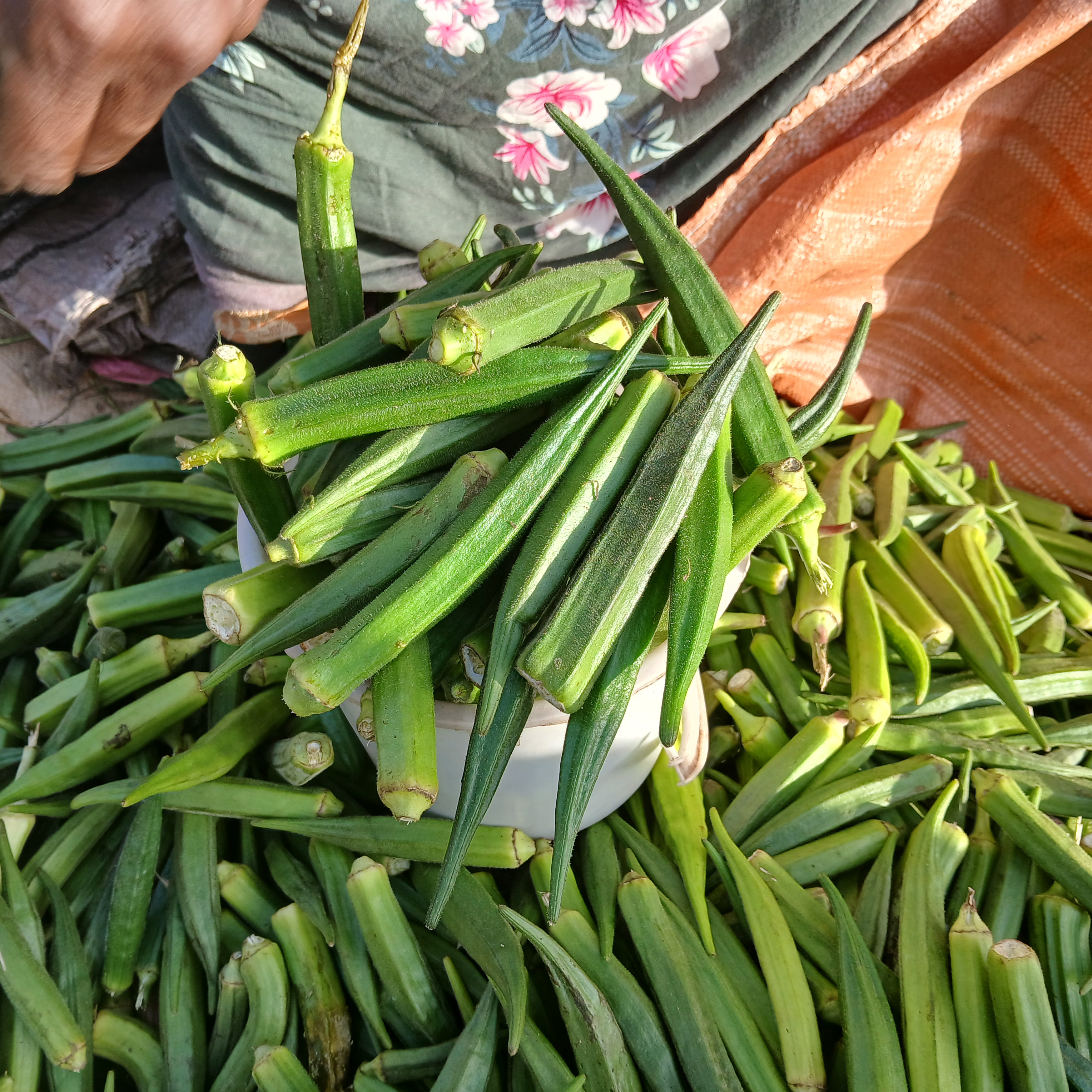

## طريقة التحضير

### المكونات

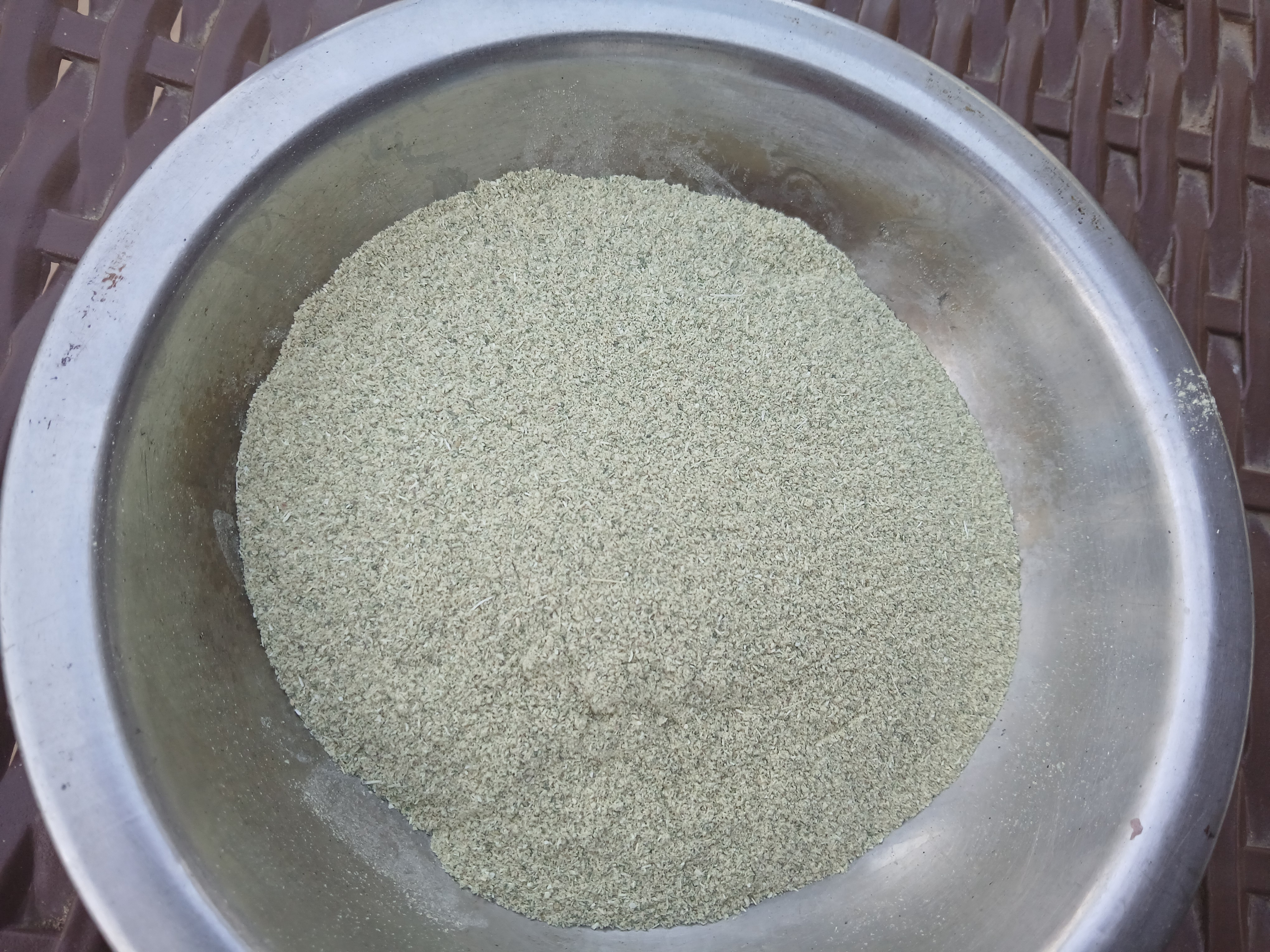

- 500 غرام من البامية المجففة والمطحونة (ويكة)
- 500 غرام من اللحم المقطع (يفضل لحم الضأن)
- 1 بصلة كبيرة مفرومة ناعمًا
- 3 فصوص ثوم مفرومة
- 2 ملعقة كبيرة من الزيت النباتي أو السمن
- 1 ملعقة صغيرة من الكزبرة الجافة المطحونة
- ملح وفلفل أسود حسب الرغبة
- 4 أكواب من مرق اللحم

### خطوات التحضير
1. تحضير اللحم:
  - في قدر على نار متوسطة، سخِّن الزيت أو السمن.
  - أضف البصل المفروم وقلِّبه حتى يذبل ويصبح ذهبي اللون.
  - أضف الثوم المفروم وحرِّك لمدة دقيقة إضافية.
  - أضف قطع اللحم وحرِّكها حتى تتحمَّر من جميع الجوانب.
  - تبِّل الخليط بالملح والفلفل الأسود، ثم أضف الكزبرة المطحونة وحرِّك جيدًا.
  - اسكب مرق اللحم فوق الخليط واتركه يغلي، ثم خفِّف النار واتركه يطهى لمدة 30 دقيقة أو حتى ينضج اللحم.
2. إضافة الويكة:
  - بعد نضج اللحم، أضف البامية المطحونة (الويكة) تدريجيًا إلى القدر مع التحريك المستمر لتجنب تكوُّن كتل.
  - اترك الخليط يطهى على نار هادئة لمدة 15-20 دقيقة، مع التحريك بين الحين والآخر، حتى يتكاثف القوام.
3. التقديم:
  - قدِّم الويكة ساخنة مع العصيدة السودانية أو الخبز التقليدي.